# Gołąb (powiat chełmski)
Gołąb – kolonia w Polsce położona w województwie lubelskim, w powiecie chełmskim, w gminie Rejowiec Fabryczny
| SIMC    | Nazwa       | Rodzaj  |
| ------- | ----------- | ------- |
| 0105839 | Nikodemówka | kolonia |

W latach 1975–1998 miejscowość należała administracyjnie do województwa chełmskiego.
Kolonia jest sołectwem w gminie Rejowiec Fabryczny. Według Narodowego Spisu Powszechnego (III 2011 r.) liczyła 281 mieszkańców i była ósmą co do wielkości miejscowością gminy.
Wierni Kościoła rzymskokatolickiego należą do parafii Przemienienia Pańskiego w Borowicy.